# La sombra del pasado
La sombra del pasado (L'ombre du passé) est une telenovela mexicaine diffusée depuis le 10 novembre 2014 par Televisa. Il s'agit d'un remake d'El manantial, produit par Carla Estrada en 2001.

## Synopsis
Deux familles très différentes vivent dans le village de Santa Lucía, qui est impliqué dans un tourbillon de passion, de souffrance et de vengeance. Les familles rivales sont les Mendozas et les Alcocers.
Severiano Mendoza et Candela Santana forment un couple riche et puissant, qui vit au ranch de "Las Ánimas" avec leur jeune fils, Cristóbal. Roberta et Raymundo Alcocer ont aussi une fille, prénommée Alonza; cependant, ils ne vivent pas avec le même luxe que la famille Mendoza, ce qui provoque frustration et ressentiment chez Roberta, car elle souffre d'un complexe d'infériorité qui la suit comme une ombre.

## Acteurs et personnages
| Michelle Renaud       | Aldonza Alcocer Lozada      |              |   |                |                   |                        |
| Pablo Lyle            | Cristobal Mendoza           |              |   |                |                   |                        |
| Horacio Pancheri      | Renato Villar               |              |   |                |                   |                        |
| Thelma Madrigal       | Valerita Zapata             | Alex Sirvent | - | René Strickler | - \|Alfredo Adame | Padre Jerónimo Alcocer |
| Susana Gonzalez       | Roberta Alcocer             |              |   |                |                   |                        |
| Manuel "Flaco" Ibáñez | Melesio                     |              |   |                |                   |                        |
| Alexis Ayala          | Don Severiano Mendoza       |              |   |                |                   |                        |
| Alex Sirvent          | Emanuel                     |              |   |                |                   |                        |
| Lisset                | Adelina Lozada              |              |   |                |                   |                        |
| Sachi Tamashiro       | Lola                        |              |   |                |                   |                        |
| Beatriz Moreno        | Dominga                     |              |   |                |                   |                        |
| Luis Xavier           | Humberto Zapata             |              |   |                |                   |                        |
| Alejandra Barros      | Doña Candela Mendoza        |              |   |                |                   |                        |
| Diego de Erice        | Tomás Garcés                |              |   |                |                   |                        |
| Fernando Cermeno      | Joaquín                     |              |   |                |                   |                        |
| Aarón Hernán          | Padre Sixto                 |              |   |                |                   |                        |
| Yolanda Ventura       | Irma de Lagos               |              |   |                |                   |                        |
| Marco Uriel           | Uriel Lagos                 |              |   |                |                   |                        |
| Arlette Pacheco       | Simoneta/Viviana            |              |   |                |                   |                        |
| Fernanda Lopez        | Mary Lagos                  |              |   |                |                   |                        |
| Juan Carlos Ferrara   | Abelardo Lagos              |              |   |                |                   |                        |
| Sandra Kai            | Sylvia                      |              |   |                |                   |                        |
| Jauma Mateu           | Patricio                    |              |   |                |                   |                        |
| Salvador Copras       |                             |              |   |                |                   |                        |
| Graciela Bernardos    |                             |              |   |                |                   |                        |
| Monica Zorti          | Lulú                        |              |   |                |                   |                        |
| Sergio Jurado         | Comandante MP               |              |   |                |                   |                        |
| Juan Carlos Nava      |                             |              |   |                |                   |                        |
| Gabriel Navarro       |                             |              |   |                |                   |                        |
| Cynthia Klitbo        | Prudencia Mendoza de Zapata |              |   |                |                   |                        |

### Sources
- (en) Cet article est partiellement ou en totalité issu de l’article de Wikipédia en anglais intitulé « La sombra del pasado » (voir la liste des auteurs).